# Monte Putuo
Il monte Putuo (cinese semplificato, 普陀山; pinyin, Pǔtúo Shān) si trova su un'isola (isola del monte Putuo) a sud-est di Shanghai, nel Mar Cinese orientale, nel Prefettura di Zhoushan, provincia di Zhejiang, Cina. Il monte Putuo è considerato la bodhimanda (residenza) di Avalokitesvara, nella sua versione femminile di Guan Yin, ed è una delle quattro montagne sacre del buddismo cinese, insieme alle montagne Wutai, Emei e Jiuhua, bodhimandas rispettivamente di Manjushri, Ksitigarbha e Samantabhadra. L'area sacra della montagna ha 12,5 chilometri quadrati e numerosi templi sacri, tra cui spiccano i templi Puji e Fayu. Ogni anno, il 19 febbraio, giugno e settembre del calendario lunare, milioni di persone si riuniscono in questo luogo per celebrare la nascita di Guan Yin, controparte femminile di Avalokitsvara, dea della misericordia.

## Storia
Il monte Putuo è un luogo di pellegrinaggio da oltre mille anni.Dopo la dinastia Tang, il monte Putuo divenne un centro di culto Guanyin. Tradizionalmente c'erano tre templi principali: il Tempio Puji (普濟寺, fondata 10 ° sec.), Il Tempio Fayu (法雨寺, fondato nel 1580 d.C.) e il Tempio Huiji (慧濟寺, fondato nel 1793 d.C.). Il sito ha ricevuto numerosi visitatori rinomati nel corso dei secoli, tra cui l'allora ventenne futuro maestro Chan Yinyuan Longqi (giapponese: Ingen), che arrivò sul sito nel 1612, mentre cercava suo padre, scomparso quindici anni prima . Il moderno monaco studioso Taixu ha trascorso diversi anni in ritiro solitario in un piccolo eremo a Putuo.